# Dhofar Sports, Cultural and Social Club
Maillots
Le Dhofar Sports, Cultural and Social Club (en arabe : نادي ظفار الرياضي الثقافي الاجتماعي), plus couramment abrégé en Dhofar, est un club omanmais de football fondé en 1968 et basé à Salalah.

## Palmarès
| Compétitions nationales | Compétitions internationales                               |                                                                                               |
| --- | ---------------------------------------------------------- | --------------------------------------------------------------------------------------------- |
| \| - Championnat d'Oman (11) : - Champion : 1982-83, 1984-85, 1989-90, 1991-92, 1992-93, 1993-94, 1998-99, 2000-01, 2004-05, 2016-17 et 2018-19. - Coupe d'Oman (11) : - Vainqueur : 1977, 1980, 1981, 1990, 1999, 2005, 2007, 2011, 2020, 2021 et 2024[2]. - Finaliste : 1985, 1994, 2002, 2009 et 2016-17. \| \| - Supercoupe d'Oman (3) : - Vainqueur : 1999, 2017 et 2019. - Finaliste : 2000, 2005 et 2012. \| | - Coupe du golfe des clubs champions : - Finaliste : 1996. |                                                                                               |
| - Championnat d'Oman (11) : - Champion : 1982-83, 1984-85, 1989-90, 1991-92, 1992-93, 1993-94, 1998-99, 2000-01, 2004-05, 2016-17 et 2018-19. - Coupe d'Oman (11) : - Vainqueur : 1977, 1980, 1981, 1990, 1999, 2005, 2007, 2011, 2020, 2021 et 2024. - Finaliste : 1985, 1994, 2002, 2009 et 2016-17. |                                                            | - Supercoupe d'Oman (3) : - Vainqueur : 1999, 2017 et 2019. - Finaliste : 2000, 2005 et 2012. |